# Funtana

Ortszentrum von Funtana

Funtana (italienisch Fontane = Brunnen) ist ein Küstendorf und ein Stadtbezirk in der Gespanschaft Istrien, Kroatien. Die Gemeinde hat laut Volkszählung 2021 911 Einwohner. Das kleine Städtchen Funtana bekam seinen Namen durch die Quellwasservorkommen in der Region, die im Jahr 1331 das erste Mal urkundlich erwähnt wurden. Auch wenn diese Quellen nicht mehr genutzt werden, so lassen sich noch heute Wasserkanäle aus der Römerzeit an den Quellen finden. Sehenswert ist die Pfarrkirche des Hl. Bernard mit ihren wertvollen Ölgemälden, die im Jahre 1621 errichtet wurde. Im Ortszentrum findet sich die bekannte Kastel-Festung, die im Jahre 1610 errichtet wurde. 